# Polyptyque des Docteurs de l'Église
Le Polyptyque des Docteurs de l'Église est une œuvre d'Antonello de Messine, que l'on peut dater d'environ 1470-1475. C'est une peinture à l'huile sur panneaux avec fond en or composée d'au moins six éléments. Après avoir été démembré et les panneaux dispersés pendant quatre cents ans, trois d'entre eux (ceux du registre central) ont été regroupés à la galerie des Offices à Florence en 2015, où ils devront rester réunis pour 15 ans.

## Histoire
On ignore encore le lieu originel de la présentation initiale de l'ensemble aujourd'hui démembré et dispersé. Le panneau de Saint Benoît de la pinacothèque du Castello Sforzesco à Milan a pu, dès 1996, permettre le rapprochement avec la Vierge à l'Enfant et le Saint Jean du peintre sicilien exposé aux Offices à la même date, rassemblés et exposés ensemble en 2015 dans le musée pour reconstituer le registre central du polyptyque.

## Iconographie
Rassemblés autour de la figure centrale de la Vierge à l'Enfant en majesté, trônant, et couronnée par deux anges (Madonna col Bambino e angeli reggicorona), plusieurs représentations de Docteurs de l'Église complètent le polyptyque : deux dans le registre central (Saint Jean évangéliste à gauche, Saint Benoît à droite), trois (connus, peut-être plus) dans le registre supérieur, en buste (Saint Grégoire le Grand, Saint Jérôme de Stridon, Saint Augustin d'Hippone).

## Description
La description  suivante n'est qu'une supposition construite avec les seuls éléments disponibles de facture, de style et d'iconographie similaires, suivant une hypothèse encore controversée.
Registre central
- Vierge à l'Enfant couronnée par les anges (it), peinture à l'huile sur panneau, 114,8 × 54,5 cm, musée des Offices, Florence, inventaire 1890 no 10049[2].
- Saint Jean évangéliste (it), peinture à l'huile sur panneau, 114,3 × 38,5 cm, musée des Offices, inventaire 1890 no 10050[3].
- Saint Benoît (it), peinture à l'huile sur panneau, 105 × 43,5 cm,  Castello Sforzesco, Milan.

Registre central
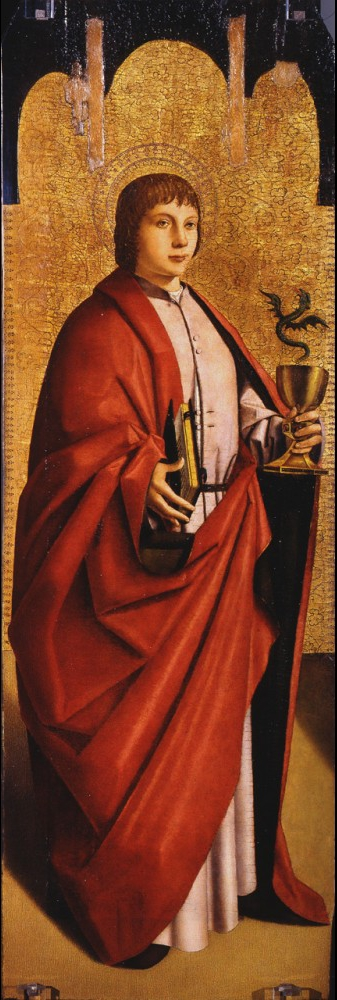
Saint Jean
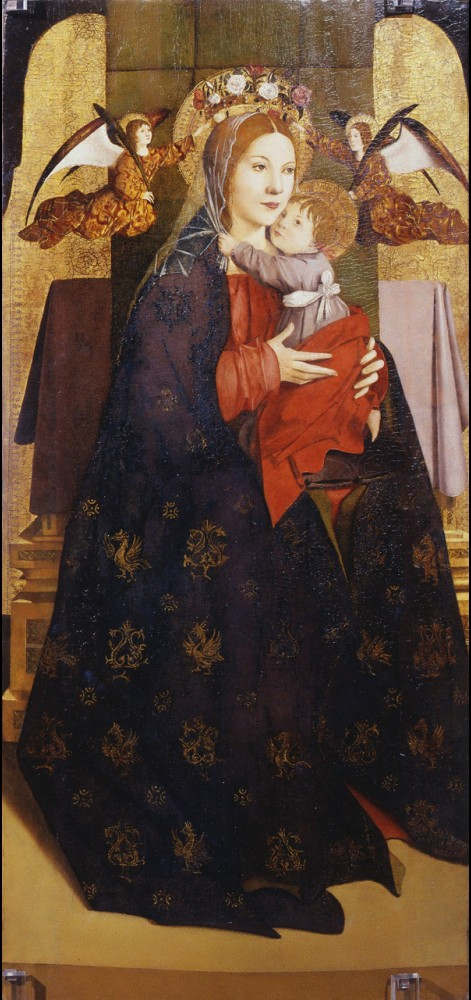
Vierge trônant
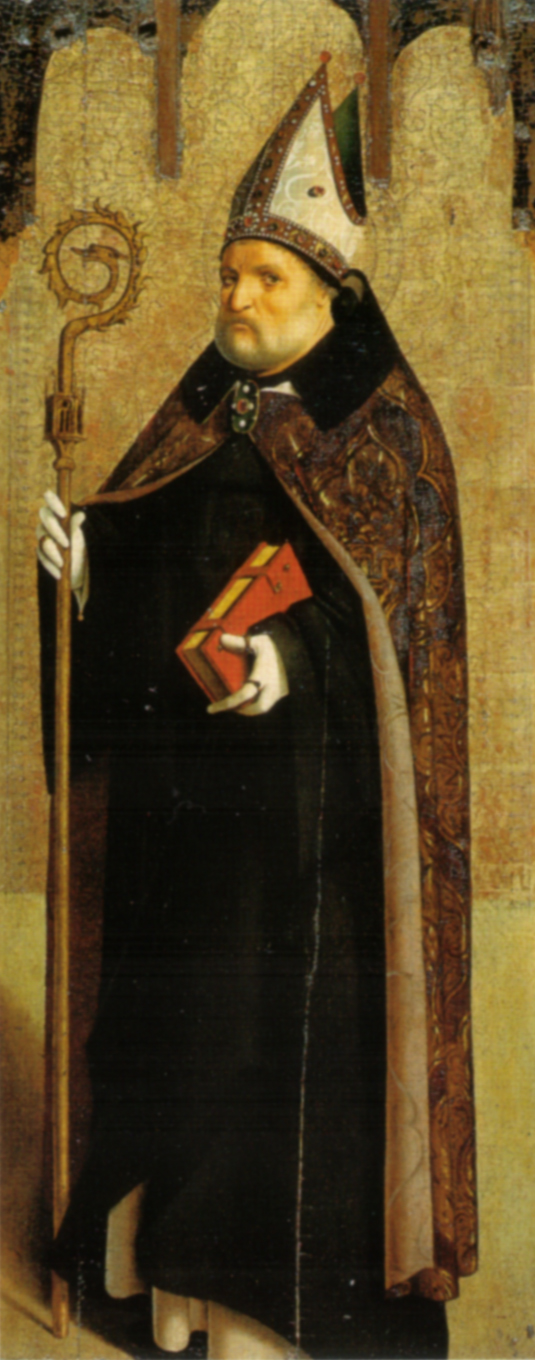
Saint Benoît

Registre supérieur
- Saint Grégoire (it), tempera et peinture à l'huile transférée sur toile, 45,5 × 35,5 cm,  Galleria regionale della Sicilia du Palais Abatellis, Palerme.
- Saint Jérôme (it), tempera et peinture à l'huile transférée sur toile, 35,7 × 31 cm, Galleria regionale della Sicilia du Palais Abatellis, Palerme.
- Saint Augustin (it), tempera et peinture à l'huile transférée sur toile, 46,5 × 35,5 cm,  Galleria regionale della Sicilia du Palais Abatellis, Palerme.

Registre supérieur
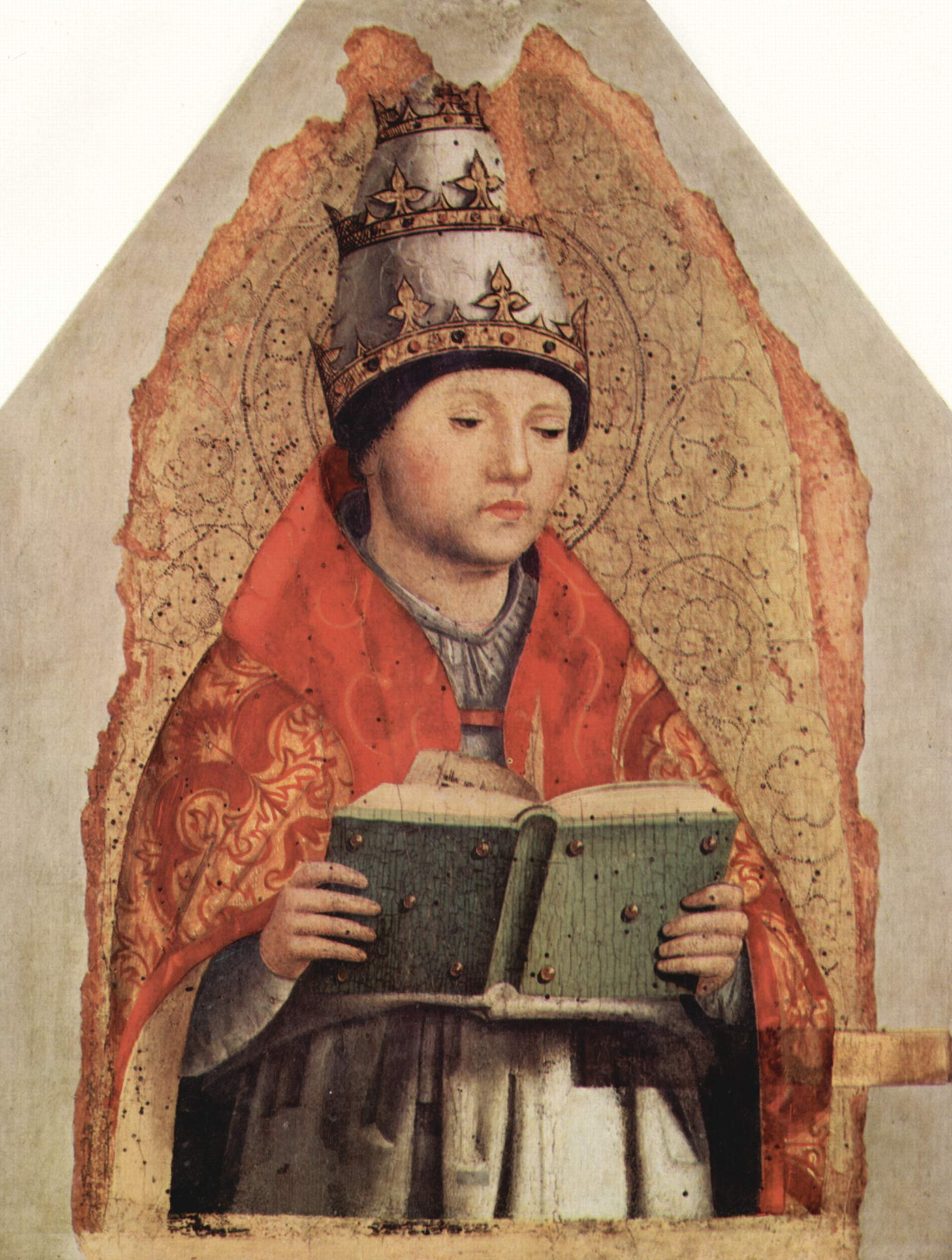
Saint Grégoire
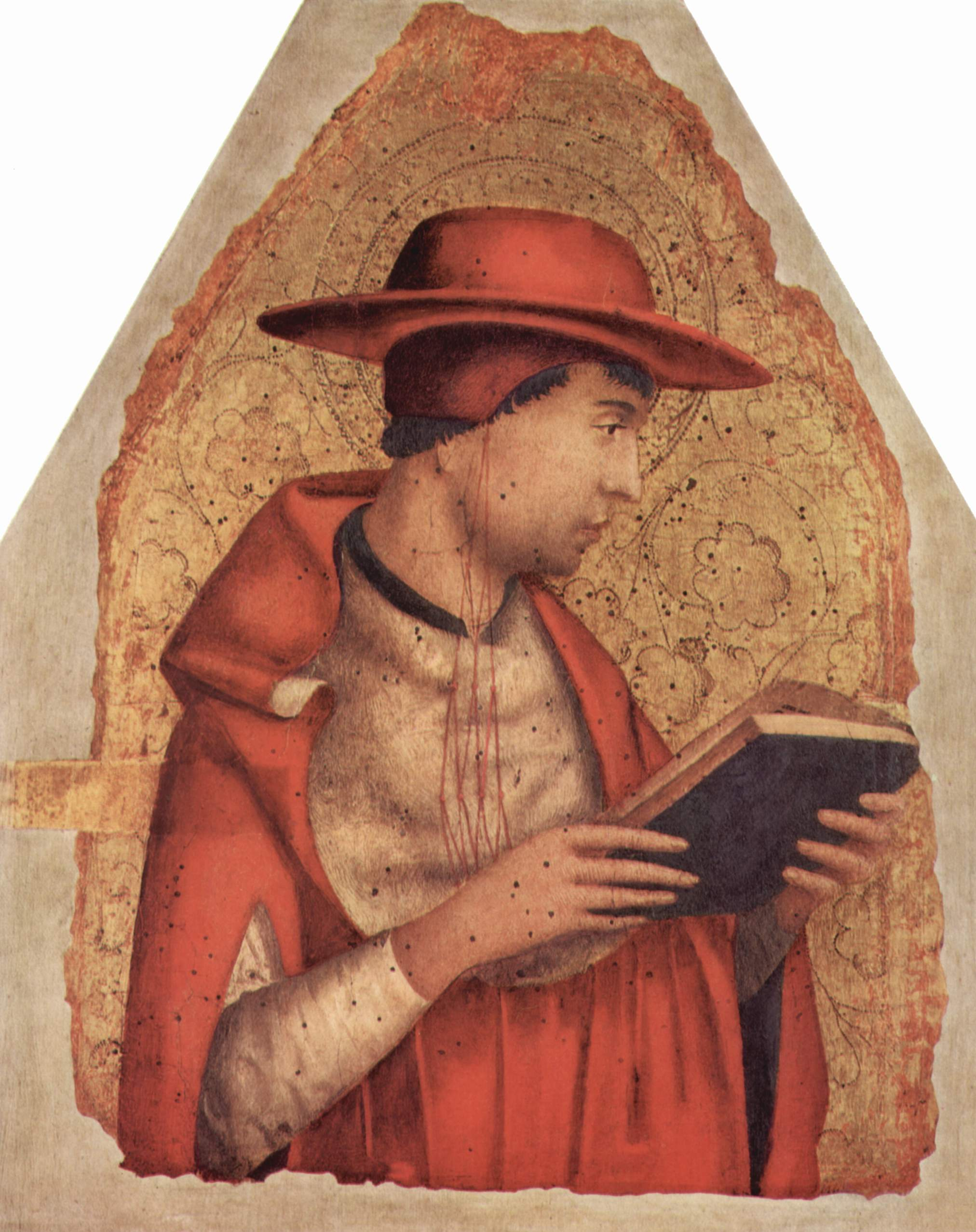
Saint Jérôme
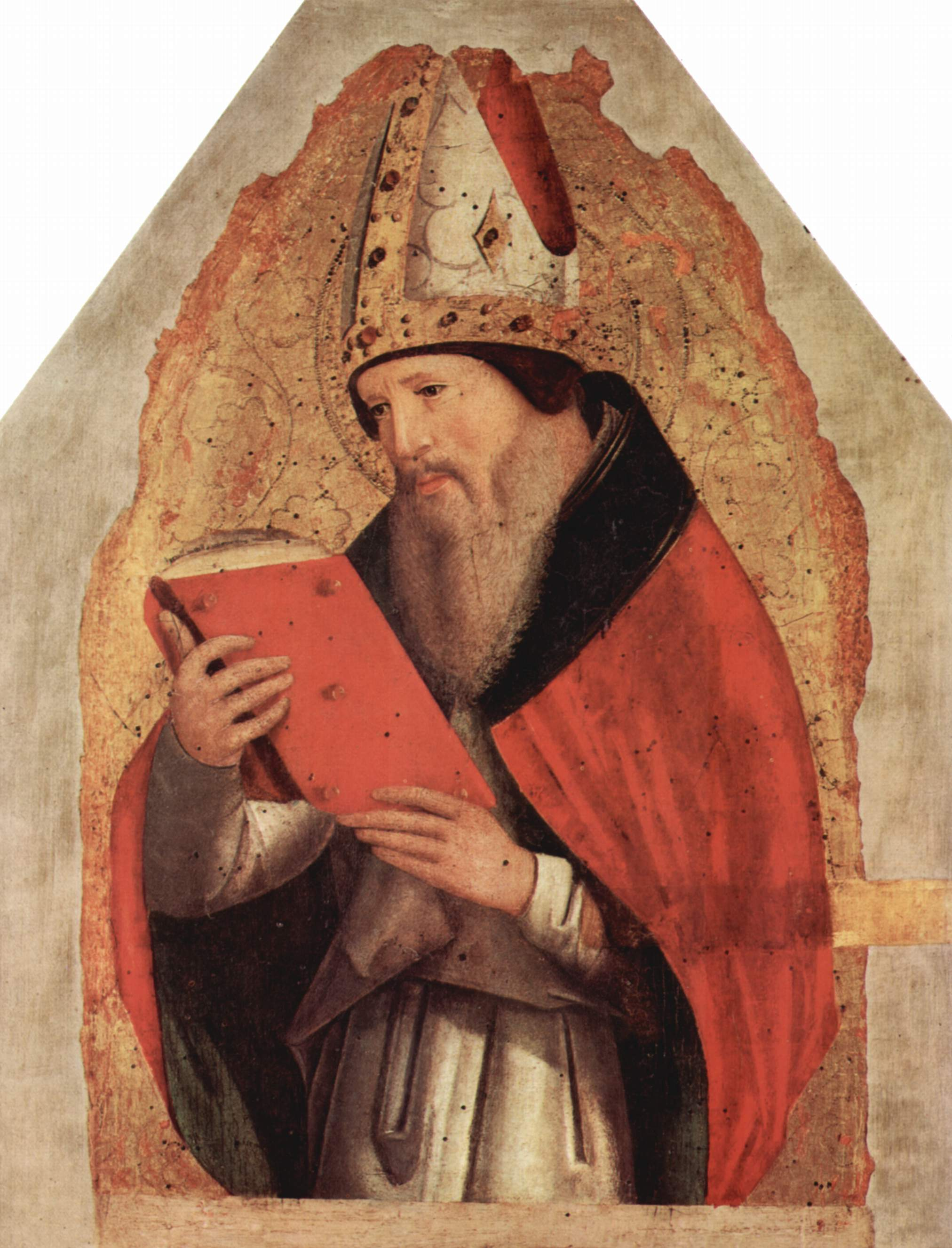
Saint Augustin

Registre inférieur
Une prédelle devait exposer des épisodes de la vie de Jésus, de la Vierge ou d'un saint particulier.